# Quatre Carreres
Quatre Carreres és el districte número 10 de la ciutat de València (País Valencià). Limita amb el Pla del Real, l'Eixample i Camins al Grau pel nord, amb Poblats Marítims a l'est, amb Jesús a l'oest i amb els Pobles del Sud pel sud.

## Demografia
El districte tenia 75.850 habitants el 2009 segons l'ajuntament de València. Està compost per set barris:
- Ciutat de les Arts i les Ciències
- En Corts
- La Fonteta de Sant Lluís
- La Punta
- Malilla
- Montolivet
- Na Rovella

## Toponímia
El topònim Quatre Carreres prové de les quatre vies principals (carreres) que es dirigien, des de Russafa, a les diferents partides del seu terme.

## Història

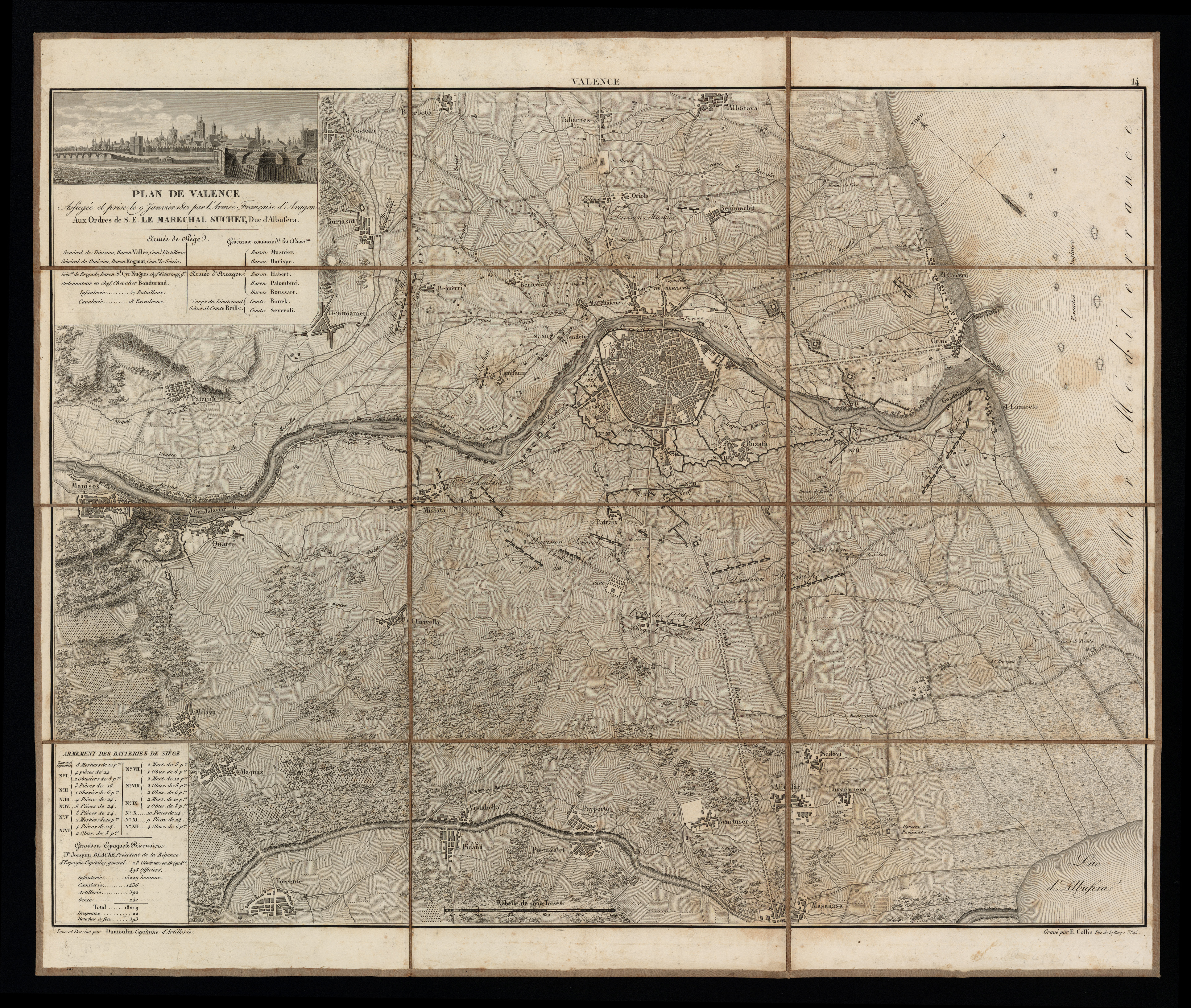
Plànol de València el 1812, en el qual es distingeixen clarament els quatre camins Principals que, des de Russafa, parteixen cap a l'est i el sud.

Quatre Carreres ha estat, i ho continua sent en part, una zona d'horta, amb una població molt escassa i poc densa. Fins al segle xix en tot el districte no hi havia més que unes quantes alqueries i barraques i un parell de masos. Per tant, a aquest extens territori es va denominar en virtut de les quatre grans vies (carreres) que partint de Russafa, travessaven el seu territori. Aquestes eren la Carrera del Riu, per Montolivet cap a Natzaret, la Carrera d'En Corts, per la font d'En Corts i la Punta fins a Pinedo, la Carrera de Sant Lluís, per la Font de Sant Lluís cap a Castellar-Oliveral, i la Carrera de Malilla, cap al Forn d'Alcedo.
Tot aquest territori, juntament amb l'actual districte dels Poblats del Sud va passar a formar part del municipi de Russafa quan aquest es va crear el 1836. Va ser llavors quan el recentment nomenat ajuntament va crear un règim d'administració local i de Policia Urbana per estructurar els serveis municipals (higiene, educació, padró, serenos, llicències, etc.) que van començar a implantar-se. Aquesta divisió en carreres es va arribar a oficialitzar, com per exemple en el cens que l'ajuntament russafí va dur a terme el 1860, en el qual, per tal de facilitar el recompte es decideix:
| «                                       | […] dividir en seis secciones, a saber: 1ª el casco de la población; 2ª la Carrera del Río; 3ª la Carrera de la Fuente de En Corts; 4ª la Carrera de la Fuente de San Luis; 5ª la Carrera de Malilla y 6ª Saler y Palmar | » |
| — Acta de la Junta Municipal de Russafa | |   |

L'any 1877 el districte, igual que la resta del terme de Russafa, es va annexionar a la ciutat de València.

## Transports
El districte està travessat per la CV-500 de nord a sud i la V-30 d'est a oest. El travessa també la via del ferrocarril València-Barcelona, situant-se entre els barris de la Punta i la Fonteta de Sant Lluís les infraestructures de l'Estació de la Font de Sant Lluís.

## Patrimoni

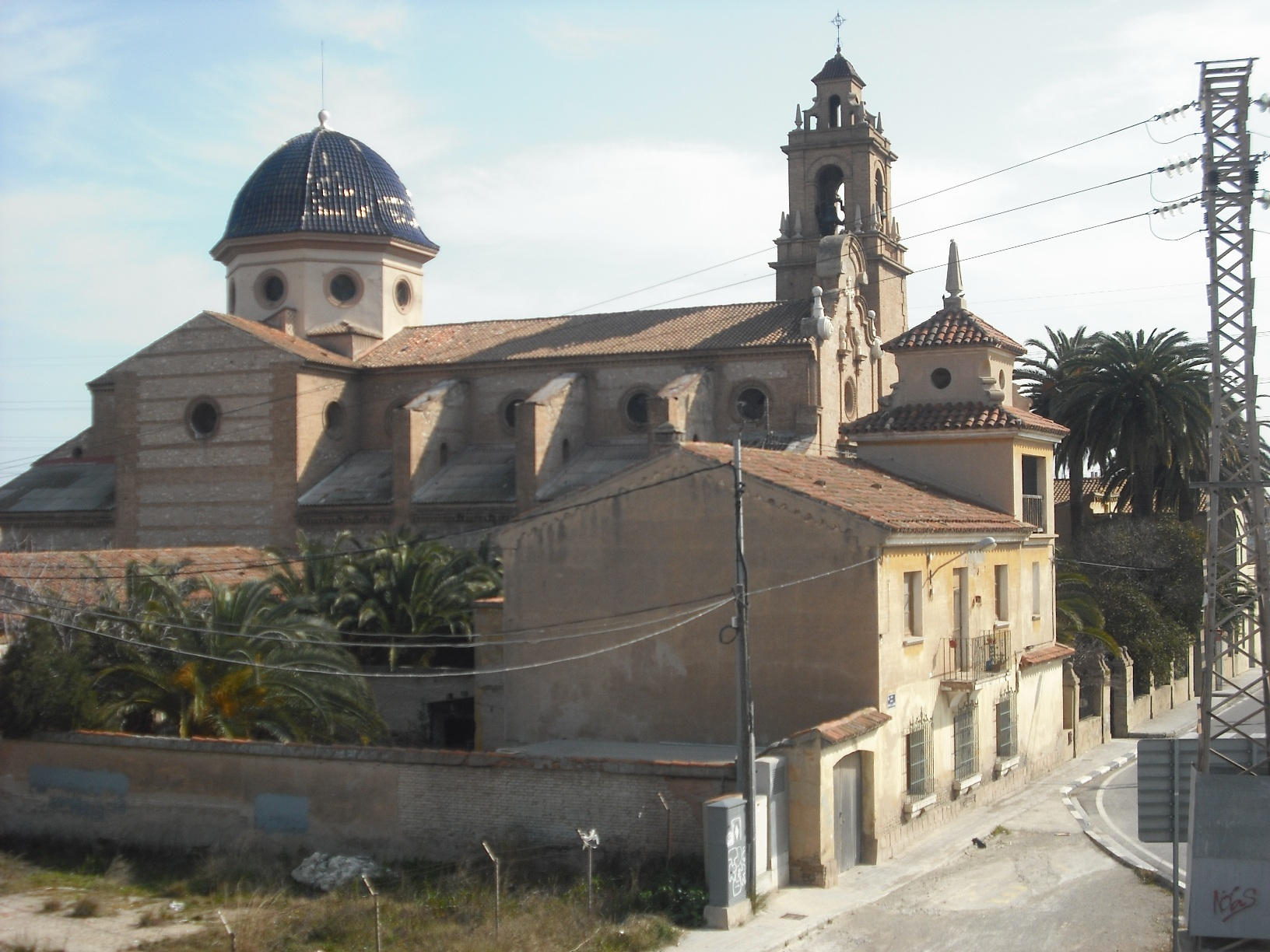
Església de la Concepció de la Punta

Entre el patrimoni del districte, cal destacar:
- Església de la Concepció de la Punta:[5] Es va començar a construir el 1908 segons els plànols de Francesc Mora Berenguer. Destaca l'esveltesa de la seva cúpula i del seu campanar, obra aquesta última de Mauro Lleó. Va ser declarada parròquia en 1942 per decret del llavors arquebisbe de València, Prudencio Melo, i existeix al seu jardí des de 1963 un petit monument al seu primer rector, Ranulfo Roig Pascual.[6]

- Església de Sant Lluís Bertran de la Fonteta de Sant Lluís: El temple actual data de 1902, quan va ser elevat a parròquia. És d'estil barroc, amb una portada de llinda en la part superior s'obre una fornícula amb una imatge de Lluís Bertran. A l'interior s'obren dotze capelles. Del conjunt destaca el campanar, que es va construir seguint les línies de les típiques torres valencianes del segle xvii.[7]

- Església de la Mare de Déu de Mont-Olivet: Es va edificar entre 1767 i 1771 en estil neoclàssic. Consta d'una nau amb planta de creu llatina, amb la façana flanquejada per dues torres bessones de base quadrada.[8] En el seu interior destaca la icona de Mare de Déu de Mont-Olivet, que presideix l'altar major sobre una petita olivera que li serveix de peanya. El 1826 es van instal·lar en l'ermita els monjos de la Congregació de Sant Vicent de Paül, que van haver d'abandonar en 1835 degut les lleis de desamortització. Finalment, el 15 de juliol de 1941 es va erigir en parròquia independent, per decret de l'arquebisbe de València, Prudencio Melo.[8]